# Benedictus Petri Leuchovius
Benedictus Petri Leuchovius, född 1585 i Veckholms socken, död 16 augusti 1623 i Stockholm, var en svensk teolog, pastor primarius, professor.

## Biografi
Benedictus Petri Leuchovius var son till kyrkoherden i Veckholms socken Petrus Benedicti, och av samma släkt som Ehrengranat. 
Leuchovius inskrevs 1600 vid universitetet i Uppsala, 1605 vid universitetet i Greifswald. Han utkom 1611 i Stockholm med Autoschediasmata en avhandling på grekiska om Uppsala domkyrka och teologin i dess regi. 1614 blev han rector scholae i Uppsala, sedan han året dessförinnan av Axel Oxenstierna varit ett av fyra förslag till en ledig professur vid universitetet, men fått se sig utkonkurrerad av Johannes Canuti Lenaeus. Leuchovius utsågs till teologie professor vid Uppsala universitet 1616, och var universitetets rektor 1620. Under sin korta ämbetstid vid universitetet, förrättade han den tredje filosofie magisterpromoveringen i dess historia, år 1619. År 1621 utsågs han till kyrkoherde i Stockholms domkyrkoförsamling (Nicolai församling) och Solna socken, och var den förste, år 1622, som tituleras pastor primarius.
Leuchovius ägnade sig åt skönlitterärt författarskap och utgav omkring ett hundra anagram samt en översättning av Jacob Zaders Brudgummens ärecrantz och Brudens ärecrantz (Uppsala 1620), Fans Vitae, Thet ar Lijfzens kella, och Henrik Smids örtabok Een skön lustig ny örthegård.
Den 16 augusti 1623 avled Leuchovius, hans hustru Elsa Olofsdotter från Balingsta socken och tre av deras barn i pesten. En överlevande dotter, Margareta Leuchovia, var hustru till Magnus Rhalambius, adlad Rålambstjerna.